# Caupolicana specca
Caupolicana specca är en biart som beskrevs av Roy R. Snelling 1975. Caupolicana specca ingår i släktet Caupolicana och familjen korttungebin. Inga underarter finns listade.